# Kinburnski poluotok
Kinburnski poluotok (ukr. Кінбурнський півострів, tur. Kılburun) je poluotok u južnoj Ukrajini koji odvaja Dnjeparsko-buški estuarij od Crnog mora. Administrativno je poluotok podijeljen između dvije regije: Mikolajivske oblasti i Hersonske oblasti, sa 1450 stanovnika. Dio je Nacionalnog parka prirode Obala Bjelokosti Svjatoslav. Od travnja 2022. poluotok Kinburn u potpunosti je okupiran od strane ruskih snaga.

## Etimologija
Etimologija dolazi od turskog Kılburun, doslovno 'nos (zemaljski pojas) [suptilan poput] dlake'.

## Geografija
Zapadni vrh poluotoka proteže se u Kinburnsku prevlaku.
Na jugu je par otoka, Dovhyi i Kruhlyi - oba administrativno pripadaju Mikolajivskom rajonu Mikolajivske oblasti.
Poluotok uključuje sela Pokrovka, Pokrovske i Vasilivka, u Mikolajivskoj oblasti, i Herojske, u Hersonskoj oblasti.

## Povijest
Bitka kod Kinburna vodila se 12. listopada (novi stil)/1. listopada (stari stil) 1787. kao dio Rusko-turskog rata (1787. – 1792.).
Bitka kod Kinburna vodila se 17. listopada 1855. u sklopu Krimskog rata.

## Vanjske poveznice
|  | Zajednički poslužitelj ima još gradiva o temi Kinburnski poluotok |